# Constantin Listov
Konstantin Yakovlevitch Listov, né le 19 septembre (2 octobre) 1900, à Odessa, gouvernorat de Kherson, dans l'Empire russe, et mort le 6 septembre 1983 à Moscou, est un compositeur soviétique, auteur de plus de 800 chansons, opérettes et musiques de pièces de théâtre. Il est fait artiste du peuple de la RSFSR en 1973.

## Biographie
Konstantin Listov nait le 19 septembre (2 octobre) 1900 à Odessa dans une famille juive. Ses parents étaient des artistes de cirque (le père était gymnaste, la mère était ballerine) et la famille déménageait souvent d'un endroit à l'autre. Dès l'âge de cinq ans, il étudie la musique (à la mandoline) et se produit lui-même en concert. Depuis son enfance, il aime la mer et plus tard, il dédie de nombreuses chansons à la mer et aux marins.
En 1917, il est diplômé de l'école de musique de la Société musicale russe de Tsaritsyne.
En 1918-1919, il sert dans le 32e régiment de mitrailleuses de l'Armée rouge et participe aux batailles sur le front de Tsaritsyne ; en même temps, son père est commissaire militaire du régiment de mitrailleuses et sa mère est commissaire militaire de l'hôpital. En 1919, il est envoyé par la direction du Conseil militaire révolutionnaire de la dixième armée pour étudier au Conservatoire de Saratov dans la classe de piano et de composition de I. A. Rosenberg et L. M. Rudolf. Il sort diplômé du conservatoire en 1922. Parallèlement, il travaille comme pianiste et chef d'orchestre au Théâtre des Miniatures de Saratov.
En 1923, il s'installe à Moscou, travaille au théâtre du Proletkult panrusse et écrit de la musique pour des spectacles. En 1925, il devient directeur musical de l'un des théâtres Blouse Bleue. En 1934, il devient directeur musical et chef d'orchestre du Théâtre de la Revue de la Maison de l'Imprimerie. Il écrit la musique de plusieurs représentations théâtrales. À partir des années 1930, la renommée de Listov en tant qu'auteur-compositeur de premier ordre grandit ; il se produit en concert. En 1938, il est nommé chef d'orchestre au Théâtre d'opérette de Moscou (ru).
Durant les années de guerre, il est consultant musical auprès de la Direction politique principale de la Marine. Il meurt le 6 septembre 1983 et est enterré à Moscou au cimetière de Kountsevo.

## Décorations
- Ordre de l'Étoile rouge (1943)
- Artiste honoré de la RSFSR (1950)
- Artiste du peuple de la RSFSR (1973)
- Ordre du Drapeau Rouge du Travail (1980)
- Médailles, dont « Pour distinction dans la garde de la frontière d'État de l'URSS »[1]

## Œuvres
Konstantin Listov compose pour des émissions de radio et des pièces de théâtre, pour le film « La route de la victoire (ru) » (1939) et diverses pièces instrumentales orchestrales. Ses œuvres les plus connues sont des airs de chanson populaire.

### Chansons
Au total, Konstantin Listov créé plus de 800 chansons. Ils se distinguent par leur mélodie lumineuse et leur lyrisme plein d'âme.
Dans les années 1930, les chansons suivantes sont très populaires :
- Dans le parc de Tchaïr, paroles de Pavel Arksiï (ru) ;
- Grenada, poèmes de Mikhaïl Svetlov ;
- Doumka (chanté par Sergueï Lemeshev) ;
- Chanson de la Tatchanka, paroles de Mikhaïl Rouderman (ru) ;
- Si tu aimes, paroles de Lev Ochanine.

Pendant les années de guerre, Constantin Listov sert comme consultant musical auprès de la Direction politique de la Marine. Parmi les chansons qu'il écrit, la chanson basée sur les paroles de Alekseï Sourkov, Dans la tranchée (1942), devient un classique soviétique.
Dans les années d'après-guerre, Konstantin Listov continue de composer des chansons.
Il compose également un certain nombre d'opéras et d'opérettes.